# Central nuclear de Lemóniz
La central nuclear de Lemóniz fue una central nuclear que no llegó a ponerse en marcha, situada en la localidad vizcaína de Lemóniz, en el País Vasco (España). Fue construida por la empresa eléctrica Iberduero en los años 1970, dentro de un plan de construcción de varias centrales en la costa vasca, incluidas las de Ispaster y Deva.
Todo el plan de nuclearización de la costa vasca contó con la oposición de una amplia parte de la ciudadanía, con grupos ecologistas y antinucleares, como el Comité Antinuclear del País Vasco, que popularizó el lema Nuklearrik ez, eskerrik asko (‘Nucleares no, gracias’). La organización terrorista ETA también se posicionó contra el plan de centrales nucleares y, en concreto, contra la de Lemóniz, que era la que se estaba construyendo. Realizó diferentes atentados en los que asesinó a nueve personas relacionadas con las obras, entre directivos y trabajadores.
La central, iniciada en 1971, contaba de dos grupos 1000 megavatios cada uno de ellos. El primero fue terminado en 1982, pero, antes de la carga de combustible, el proyecto fue paralizado por la moratoria nuclear aprobada por el gobierno de Felipe González en 1984.
La central fue construida sobre la cala de Basordas (de ahí que popularmente sea llamada central nuclear de Basordas) que fue cerrada mediante un dique y drenada. Está situada en la localidad vizcaína de Lemóniz a 30 kilómetros por carretera de Bilbao y 15 en línea recta, en el País Vasco. Comenzó a construirse en 1972 como parte de un proyecto eléctrico nacional llevado a cabo por la dictadura de Francisco Franco. El proyecto nuclear de Lemóniz constaría de dos unidades de 1000 megavatios cada una, al igual que las otras dos centrales proyectadas en la costa norte española y en Navarra: Deva y Tudela (Navarra), mientras que la cuarta central proyectada, la de Ispaster, contaría con seis grupos de 1000 MW cada uno. Para la construcción de este monumento energético se emplearon 1000 toneladas de hierro y 200.000 m³ de hormigón armado.
El ambicioso proyecto de nuclearización del País Vasco pretendía independizar el consumo energético de la región, muy deficitaria en energía a causa de la fuerte industrialización que sufría. La central nuclear fue construida por la empresa eléctrica Iberduero S.A. (posteriormente Iberdrola, tras la fusión en 1992 con la empresa Hidroeléctrica Española), pero cuando las obras finalizaron y se disponía a su puesta en funcionamiento (tan solo faltaba la introducción del combustible nuclear), fue paralizada y posteriormente desmantelada, costando ese proceso un total de 6000 millones de euros (998.316 millones de pesetas) [cita requerida]. 
Desde el surgimiento de los proyectos nucleares se formaron grupos ecologistas y antinucleares que lucharon por su paralización, que si bien no tuvieron éxito en sus demandas consiguieron en cambio un enorme apoyo social, logrando que una importante parte de la sociedad vasca se mostrara en contra de la energía nuclear. Pero el apoyo rotundo al proyecto por parte de los principales partidos políticos impidió que se tuvieran en cuenta las protestas ciudadanas que exigían un referéndum para decidir sobre el futuro de la energía atómica en el País Vasco.
Ante esta situación, la banda terrorista Euskadi Ta Askatasuna (ETA) decidió involucrarse y durante los años 70 y 80 realizó una oleada de atentados contra las diversas instalaciones de Iberduero, contra la central nuclear de Lemóniz y contra el gobierno de España. Igualmente exigió la demolición de la central a cambio de no ejecutar al ingeniero del proyecto nuclear de Lemóniz José María Ryan Estrada, que fue secuestrado y posteriormente asesinado en 1981. En 1982 ETA se cobró su última víctima al asesinar a Ángel Pascual Múgica cuando se disponía a ir a trabajar.
Según algunas versiones la paralización definitiva de la central de Lemóniz fue causada por los atentados de ETA, sin embargo agrupaciones ecologistas como Ekologistak Martxan aseguran que fue debida a la presión social y a los actos convocados por las organizaciones antinucleares. Oficialmente la central dejó de construirse por la moratoria nuclear establecida en toda España desde el año 1984. Actualmente se estudia su posible reconversión a una piscifactoría.

## El plan energético nuclear
Históricamente, uno de los elementos que ha limitado el desarrollo económico de España ha sido la pobreza de recursos energéticos, en concreto la carencia de hidrocarburos líquidos y gaseosos y la mala calidad y carestía del carbón existente. La escasez de recursos ha condenado tradicionalmente al sistema energético a una situación de déficit y dependencia exterior.[cita requerida]

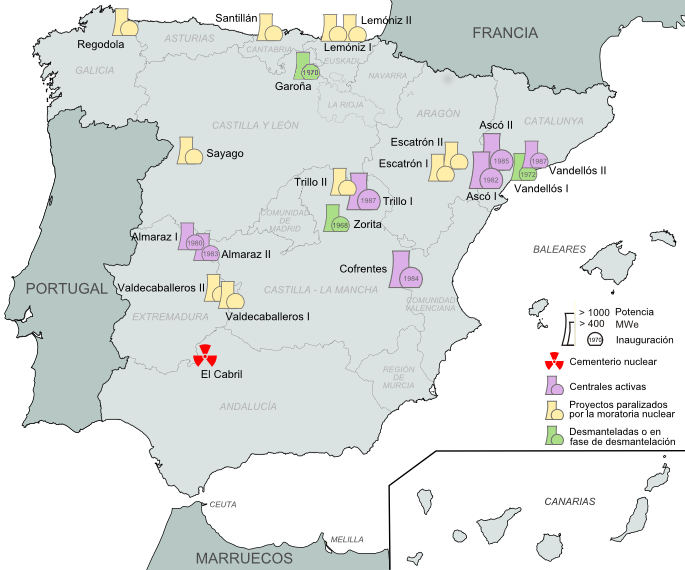
Mapa de proyectos nucleares en España

España comenzó su Revolución Industrial con retraso respecto del resto de países europeos, en la segunda mitad del siglo XIX.
Uno de los primeros retos energéticos consistió en intentar sustituir mediante recursos propios el carbón originario de Gran Bretaña que alimentó las locomotoras de la incipiente red de ferrocarriles. Con el impulso asimismo de la Marina de Guerra, aumentó la producción de carbón asturiano.[cita requerida]
Durante el período de entreguerras comenzó asimismo el desarrollo de la energía hidroeléctrica con la construcción de las primeras grandes presas. Pero tras la Guerra Civil y la victoria de Franco en 1939, España sufrió el bloqueo de los aliados, produciéndose frecuentes apagones y dificultades.
A medida que la economía del país despegaba (y España salía de su aislamiento internacional), la producción de energía debió aumentar de nuevo para sostener ese crecimiento: la explotación de los lignitos gallegos y otros carbones del Estado, así como con la construcción de nuevas presas y refinerías de petróleo.
El afán energético era el eje de la política del 
franquismo tras los duros años de la posguerra, en la década de los 50 la propaganda del dictador difundía las inauguraciones de sus pantanos. A finales de los 60, el estado franquista aprobó el primer plan energético nacional y optó por entrar en la era nuclear. La primera sería la central de Zorita en la provincia de Guadalajara (Castilla-La Mancha), a la que siguieron Vandellós en Tarragona (Cataluña) y la central de Santa María de Garoña en Burgos (Castilla y León). 
Para el régimen de Franco el desarrollo energético del país contemplaba 41 centrales nucleares. Una de ellas, en pleno Coto de Doñana[cita requerida]; para el País Vasco se contemplan 3 proyectos, situados en Lemóniz, Deva y Ispaster; y uno en Tudela (Navarra).
España fue un país pionero en el desarrollo de la energía nuclear para obtención de electricidad, pero en 1973 llegó la primera crisis del petróleo, seguida por la de 1979 que perturbaron gravemente la economía mundial, y provocó también una crisis económica en España que conllevó una fuerte caída de la demanda eléctrica.

## Inicio de las obras

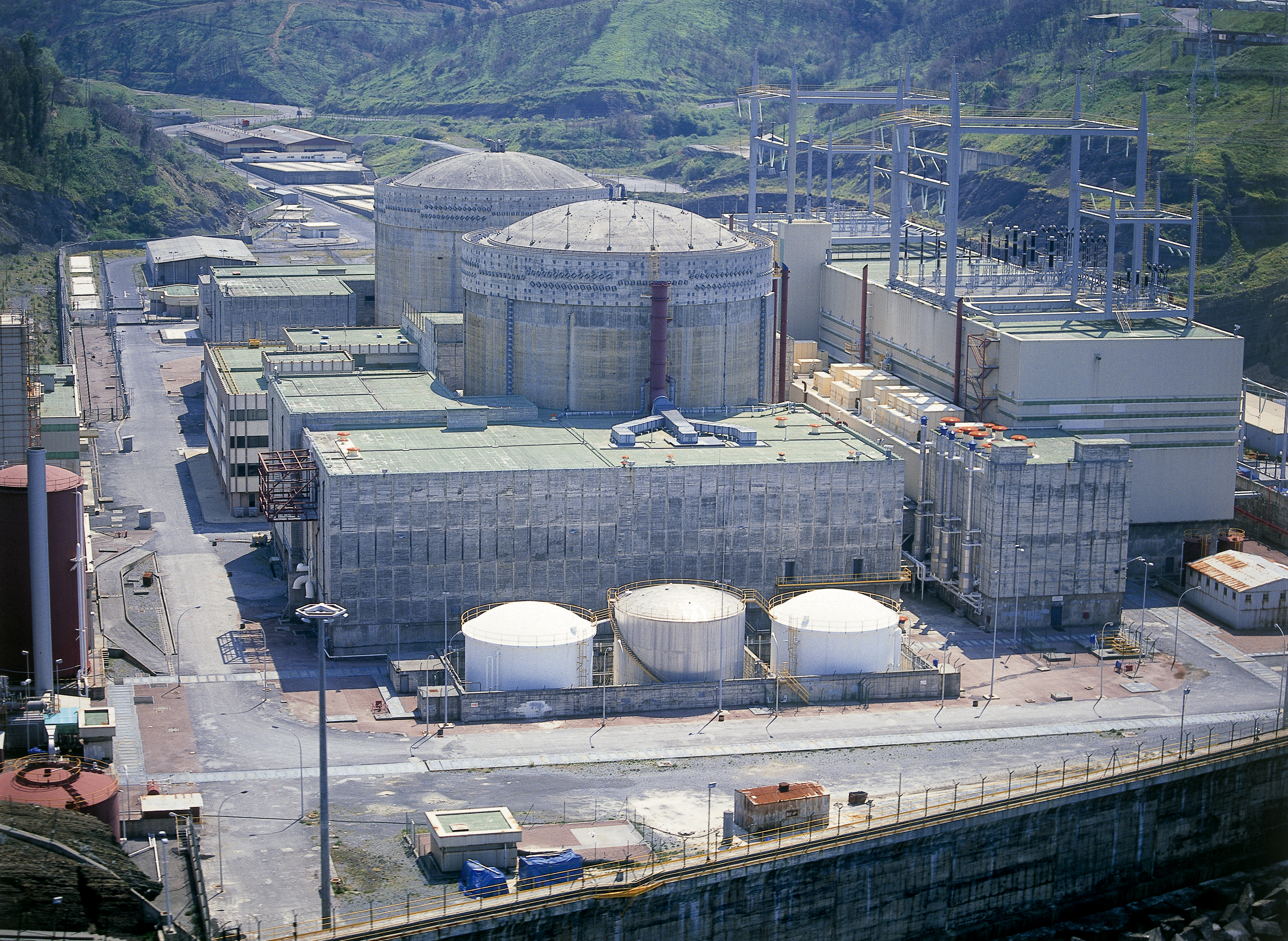
Vista general de la central en el año 2004 tras los trabajos de desmantelamiento hechos en 2002

Oficialmente, el inicio del desarrollo del que hasta entonces era solo un proyecto, fue el 15 de noviembre de 1971 cuando los presidentes de las compañías eléctricas Iberduero e Hidroeléctrica Española comunicaron al ministro de Industria, José María López de Letona su voluntad de acometer su construcción.
En 1972 comenzaron las obras con el llenado de la cala de Basordas, para la instalación de dos reactores nucleares. Los trabajos se inician a falta de algunos de los permisos de obras.[cita requerida] A fin de legalizar la construcción de la central, Iberduero presionó, y amenazó a los municipios afectados por las obras con tomar medidas legales si no aceptaban las condiciones que la eléctrica les imponía,[cita requerida] tasando ella misma el precio de los terrenos expropiados.[cita requerida] Iberduero, tenía un gran poder en la diputación de Vizcaya[cita requerida] la cual se presentaba totalmente partidaria de la construcción de la central.[cita requerida]

## Rechazo popular

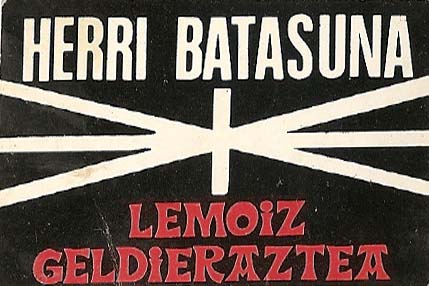
Herri Batasuna, en contra de la central nuclear de Lemóniz

Desde el inicio la construcción de la central se vio contestada por un amplio movimiento ecologista y sobre todo por los vecinos y ayuntamientos de la zona. A nivel político se puede decir que la oposición más fuerte vino de las organizaciones de la izquierda nacionalista, como Euskadiko Ezkerra o Herri Batasuna. A favor de la central estaban las autoridades, franquistas primero y posteriormente democráticas, así como los partidos de derecha y centroderecha Alianza Popular, UCD y PNV. El PSOE mantuvo una postura ambigua respecto al asunto, contraria en un inicio, con declaraciones de políticos vascos como Txiki Benegas, pero posteriormente favorable, con declaraciones del entonces ministro de Cultura del primer gobierno socialista, Javier Solana.[cita requerida] El PNV defendía la construcción de la central, pues suponía la casi total independencia energética vasca, argumento que poco antes habían defendido sectores de la izquierda nacionalista, y la recaudación de todo el IVA derivado del posterior consumo energético en beneficio del País Vasco, en virtud del concierto económico.

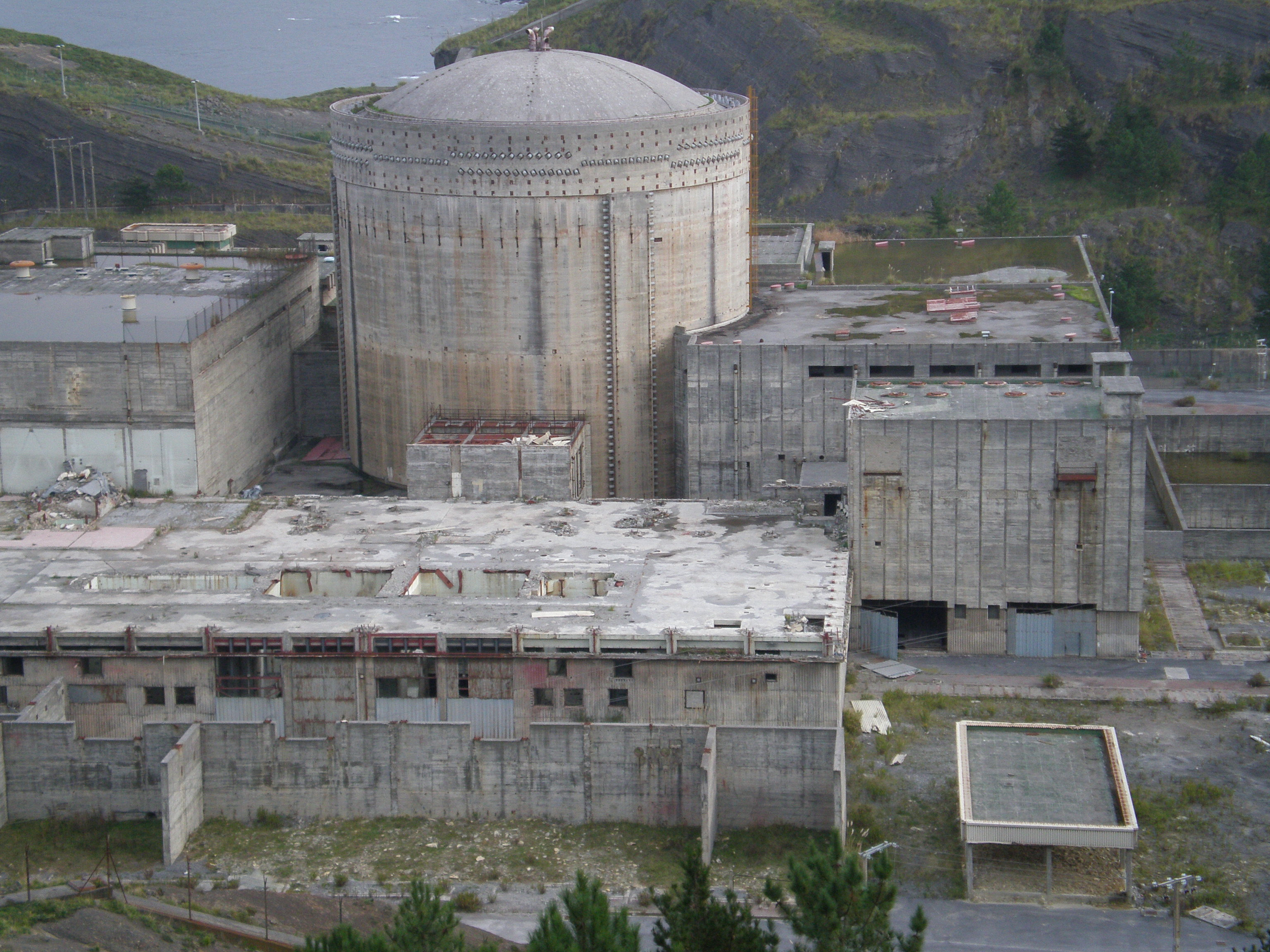
Imagen de los restos de la central nuclear sin terminar, año 2007

Entre 1975 y 1976, con el telón de fondo de la crisis del petróleo, en plena transición política y con un clima político muy enrarecido en el País Vasco, la oposición antinuclear logró detener los proyectos de Deva (la diputación de Guipúzcoa pidió un informe a la consultora Daves Moore Iberia, de Estados Unidos, que fue la base de su rechazo a dicha central) y de Ea-Ispáster, mientras que la Diputación Foral de Navarra rechazó la ubicación de la central de Tudela, paralizando también este proyecto. Lemóniz quedó así como la única central nuclear cuyo proyecto de construcción avanzaba en la zona del País Vasco. 
Contra ello se articuló una plataforma denominada Comisión de Defensa de una Costa Vasca no Nuclear, que logró obtener 150.000 firmas oponiéndose al proyecto. También se producen las primeras manifestaciones masivas contra la central de Lemóniz, como la marcha que reúne 50.000 personas entre Plencia y Górliz, el 29 de agosto de 1976. Mientras tanto, la empresa Iberduero seguía tratando de obtener de los ayuntamientos de Lemóniz y Munguía una recalificación de los terrenos y una licencia definitiva de obras, que estos se negaban a conceder.
El 14 de julio de 1977 se produjo en Bilbao una masiva manifestación contra la central de Lemóniz, que reunió cerca de 200.000 personas. Finalmente, en agosto de 1977, la Diputación de Vizcaya falló en favor de la empresa eléctrica, rechazando las alegaciones que los ayuntamientos y vecinos de la zona habían presentado.

## Acciones violentas

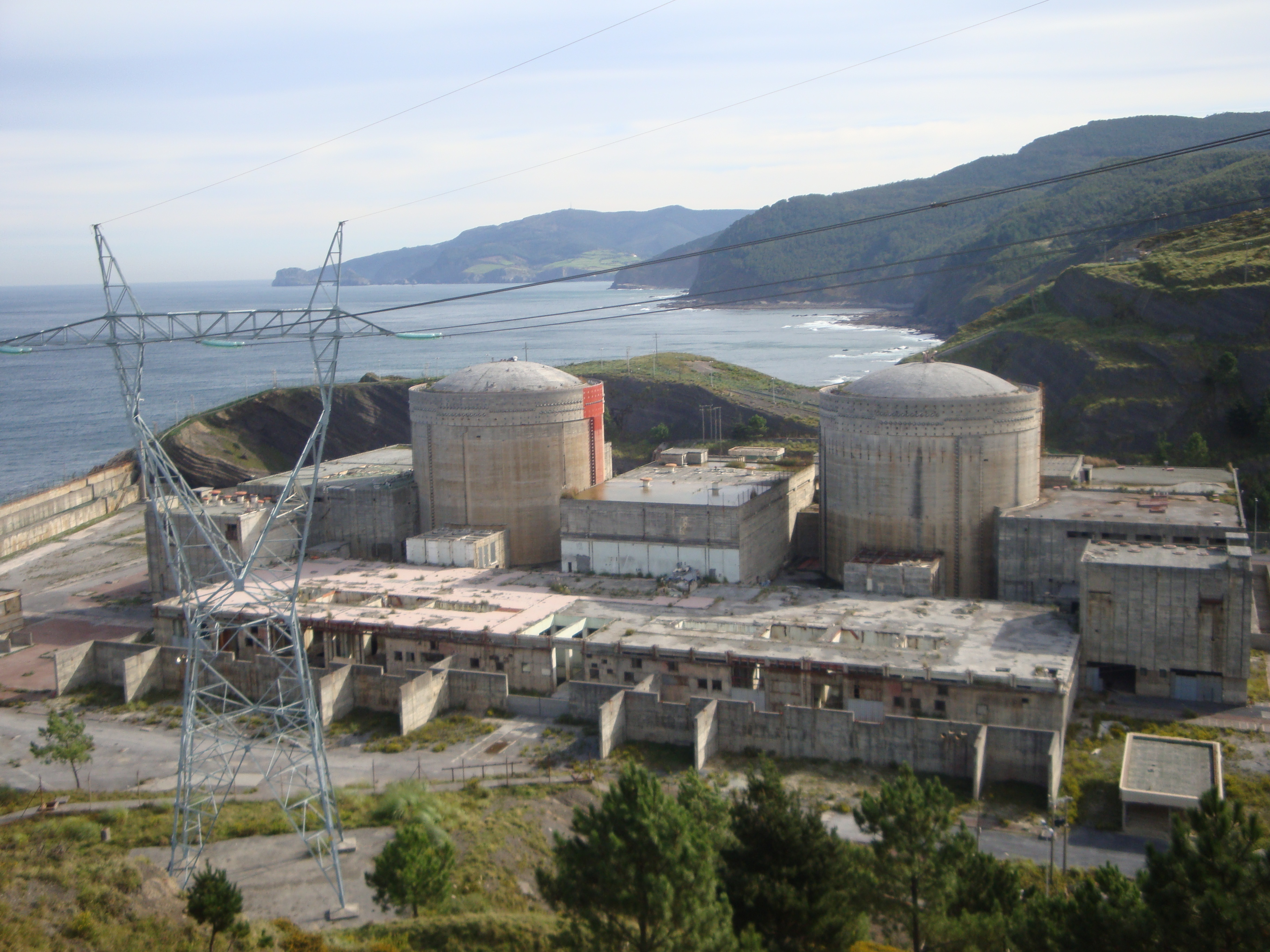
Vista general de la central inconclusa, octubre de 2009. Al fondo, el cabo Machichaco y los islotes de Aquech y Gaztelugache

Es entonces cuando la banda terrorista ETA se unió a la causa antinuclear, la cual suscitaba gran apoyo popular, y entra en la lucha contra la construcción de la central. El primer atentado se produjo el 18 de diciembre de 1977, cuando un comando de ETA atacó el puesto de la Guardia Civil, que vigilaba las obras de la central. Uno de los etarras, llamado David Álvarez Peña, resultó herido y murió un mes más tarde, en el hospital. El 17 de marzo de 1978, ETA colocó una potente bomba en el reactor de la central, causando la muerte a dos obreros (Andrés Guerra y Alberto Negro) y heridas a otros dos. La explosión causó además graves y cuantiosos daños materiales, que retrasaron aún más los plazos de construcción de la central. La irrupción de ETA produjo una división del movimiento antinuclear; una parte del movimiento se fue desmovilizando progresivamente, mientras otra se radicalizó, adoptando posturas de apoyo a la actuación de ETA.
El 3 de junio de 1979 muere abatida por la Guardia Civil una activista antinuclear, la donostiarra Gladys del Estal, tras recibir un disparo durante una concentración en Tudela (Navarra), en el día internacional de Acción contra la Energía Nuclear. El 13 de junio de 1979, ETA logra introducir una segunda bomba en el interior de las obras de la central, esta vez en la zona de las turbinas. La explosión de la bomba causa la muerte de otro obrero, llamado Ángel Baños.
La escalada de las acciones violentas culminó el 29 de enero de 1981 con el secuestro por parte de ETA del ingeniero jefe de la central, el bilbaíno José María Ryan. ETA concedió un plazo de una semana para que la central fuese demolida, amenazando con asesinar al secuestrado. A pesar de que una gran manifestación recorrió Bilbao solicitando la liberación del ingeniero, una vez transcurrido el plazo del ultimátum, ETA acabó con la vida de Ryan, causando una fuerte conmoción e indignación social, y la primera huelga contra ETA[cita requerida]. El asesinato de Ryan supuso, sin embargo, la paralización de facto de las obras de la central. Iberduero paralizó las obras de la central a la espera de que el Parlamento Vasco apoyase explícitamente la continuidad de las obras.
En 1981 el gobierno central transfirió las competencias de energía al Gobierno Vasco, y a finales de año éste relanzó el proyecto de la central, con el apoyo del PNV, UCD y AP, creando una sociedad mixta con capitales públicos y privados para finalizar las obras y gestionar la central. Sin embargo, ETA atentó de nuevo, asesinando el 5 de mayo de 1982 al director de esta sociedad, Ángel Pascual Múgica. Las obras estaban ya paralizadas totalmente, ya que los trabajadores se habían dispersado y no se había vuelto a arrancar el proyecto. Varios de estos trabajadores se encargaron de dinamitar el proyecto internamente, cortando cables, introduciendo arena en tuberías, y de otras muchas formas, de tal manera que cuando reparaban desperfectos por un lado tenían que volver a empezar a reparar por otro.[cita requerida]
La última víctima de la «ofensiva» de ETA contra Lemóniz fue el niño Alberto Muñagorri, que quedó gravemente herido al dar una patada a un paquete bomba situado en la puerta de un almacén de Iberduero en Rentería. Sería uno de los últimos de los varios cientos de ataques y sabotajes que sufrió la empresa Iberduero en sus instalaciones, durante los años 1981 y 1982.

## Paralización y abandono

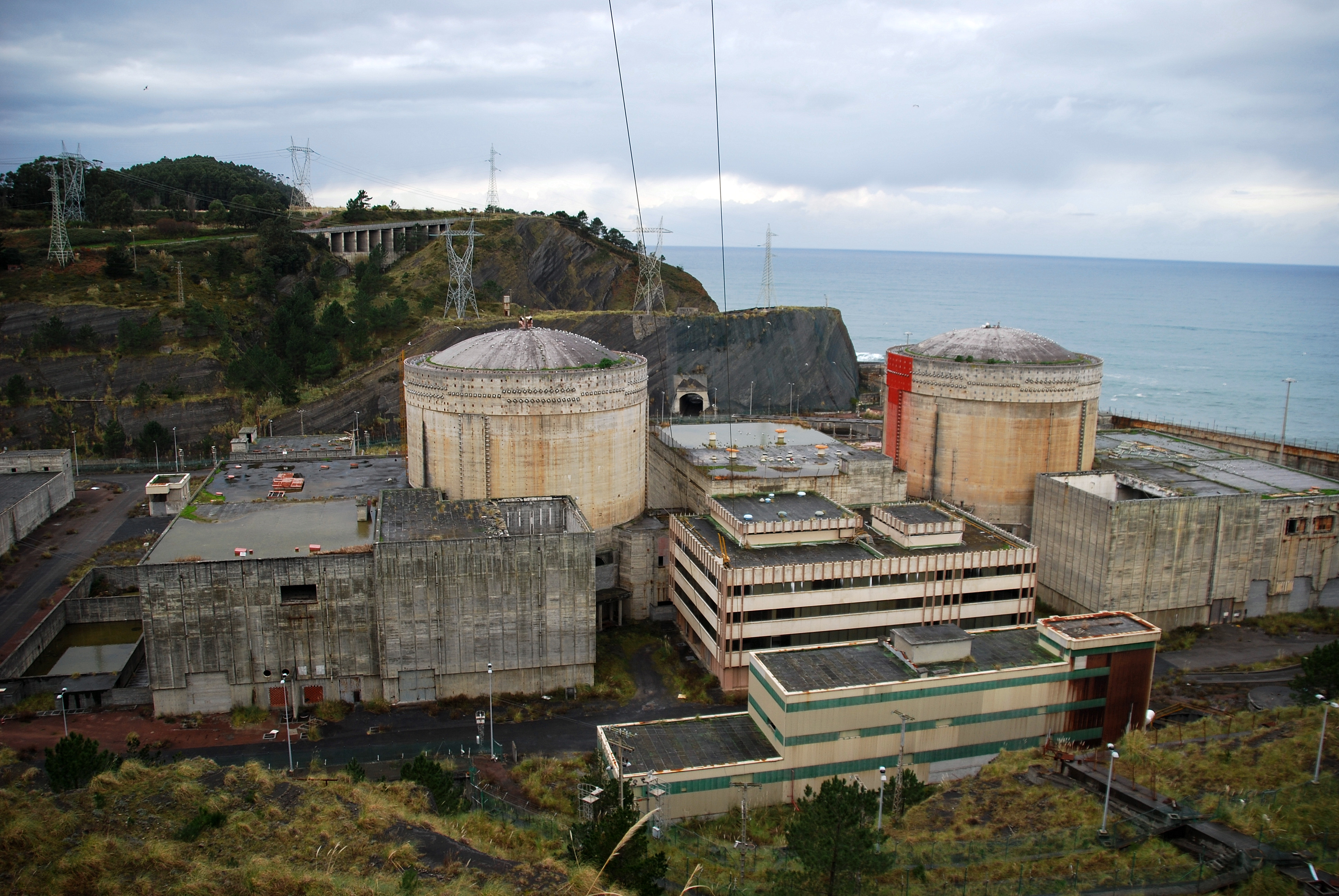
Vista general de la central inconclusa, año 2013

En septiembre de 1982 el gobierno central asumió, mediante un decreto de intervención, la continuación y la realización de las obras de Lemóniz por el Estado. Sin embargo, un mes más tarde, el PSOE ganó las elecciones generales y no volvió a reanudar las obras. En 1984, el gobierno del PSOE decretó la moratoria nuclear, que produjo la paralización de las obras de tres nuevas centrales nucleares que se estaban construyendo en España (Lemóniz en Vizcaya, Sayago en Zamora y Valdecaballeros en Badajoz). Hasta el día de hoy la central nuclear de Lemóniz, prácticamente acabada, ha quedado a la espera de su utilización final. Descartada su utilización como central nuclear, se barajó la posibilidad de que se reconvierta en una central de ciclo combinado o incluso algún tipo de parque temático.
La empresa dueña de la central fue comercializando el equipamiento instalado y desmantelando la misma. Desde el año 2002, la artista multimedia Marisa González se dedicó a recorrer las instalaciones y registrar mediante vídeo y fotografías el proceso de desmantelamiento de la nuclear, además de recopilar múltiples objetos para construir instalaciones y vídeo instalaciones. En 2004 presentó parte de su proyecto titulado Lemoniz, Mecanismos de control, en el Centro de Arte Cab de Burgos.
A comienzos del siglo XXI no quedan en el lugar más que los grandes edificios vacíos. Aunque en 2017 alguna empresa mostró interés en usar las instalaciones para una piscifactoría. En 2023 el gobierno vasco anunció que las obras para la piscifactoría empezarían a finales de ese año.